# PC原人 (1989年のゲーム)
『PC原人』（ピーシーげんじん）は、1989年12月15日にハドソンから発売されたPCエンジン用横スクロールアクションゲーム。北米では『Bonk's Adventure』、欧州では機種によって『B.C. Kid』のタイトルで発売された。

## 概要
PCエンジン展開中に刊行されていたゲーム誌『月刊PCエンジン』にて連載されていた同名の4コマ漫画を原作としている。ゲーム内容は主人公の「原人」を操作し、悪の大王「キングタマゴドンIII世」を倒して「プリンセス・ドラゴン」を救出する事、恐竜王国に平和を取り戻す事を目的としている。
タイトルである「PC原人」は「PCエンジン」の「もじり」（言葉遊び）から生じたものであり、主人公キャラ「原人」も当初は「PC原人」と呼ばれていたが、後にシリーズ化しファミリーコンピュータ（FC）などに移植（後述）されるにしたがい「原人」とのみ称される事も多くなった。このような経緯があるため、本項では「PC原人」と呼称された記述については、そのままにしてある。
アレンジ・リメイク版
1993年にFC用ソフトとして『FC原人』のタイトルでPCエンジン版をベースにアレンジ移植された。前年（1992年）にはAmiga用ソフトが『B.C. Kid』のタイトルで1992年にユーロ圏でのみリリースされているが、FC版とは異なる。後に3D化されたリメイク版がPlayStation 2およびゲームキューブ用ソフト『ハドソンセレクション PC原人』（2003年）として発売された。
PCエンジン版を他機種用として移植した事例については、#移植版を参照。

## ゲーム内容

### システム
プレイヤーは上述したとおり（#ストーリーも参照）の状況にある主人公「原人」を操作しステージクリアしゲームを攻略する。
敵に対する攻撃方法は頭突きとなっており、アイテムの「肉（ちっちゃい肉・でっかい肉）」を取ることで2段階でパワーアップする事ができる。また、壁を登る際は、手ではなく口で噛みつきながら登るものとなっており、この動作は「根性登り」と呼ばれている。
移動は方向キーの左右で行い、Iボタンでジャンプが可能であり長く押すことで高く跳べる。IIボタンで前方に対して頭突きを繰り出す「ヘッドバット攻撃」を行う。空中でIIボタンを押す事で「ジャンピングヘッドバット」を行う。敵に対しての攻撃力が通常のヘッドバット攻撃よりも増すが、頭から地面に着地するとしばらくの間硬直する。Iボタン連射で崖を登る「根性登り」をすることができる。
他にも、水中では方向キーで自由に移動することができ、Iボタンで浮力を得て急上昇するなどの「水中遊泳」や、敵に噛みつかれている状態でIIボタンを連射する事で可能となる「ヘッドバンキング」、ジャンプ中にIIボタンを連射することで滞空時間を伸ばすことができる「回転ジャンプ」、エレベーターやボーナスステージの入り口で方向キーの上を押す事で入口などに入る動作などがある。また、原人のライフが0になってしまっても、ストックが残っている場合、RUNボタンを押してその場で復活することができる。

### パワーアップ
原人はアイテム「ちっちゃい肉/でっかい肉」を取ることでパワーアップすることができる。パワーアップは最大2段階存在し、2段階目にパワーアップする度に一定時間無敵状態となる。パワーアップは時間経過もしくはダメージを受けることで1段階ずつ解除されるが、パワーアップ中はダメージを受けてもライフに影響はない。
またパワーアップ中は地面に頭突きすることで敵の動きを止めることができるようになる。
PC猿人（ピーシーえんじん）
1段階目のパワーアップ。ヘッドバットの威力が2倍となる。
PC変人（ピーシーへんじん）
2段階目のパワーアップ。ヘッドバットの威力が3倍となる。

### アイテム
- にこにこマーク
  - 敵を倒すと時々出現する。ラウンド終了時に取得数に応じたボーナス点が入る。
- ハート
  - ハート1個分ライフが回復する。
- ジャンボハート
  - ハート3個分ライフが回復する。
- クリスタルハート
  - ライフのの上限がハート1個分増える。
- 野菜
  - ライフがハート5分の1個分回復する。ピーマン、タマネギ、ニンジンの3つが存在する。
- フルーツ
  - ライフがハート5分の2個分回復する。バナナ、メロン、スイカの3つが存在する。
- ちっちゃい肉
  - 原人が1段階パワーアップする。
- でっかい肉
  - 原人が一気に2段階目までパワーアップし、一定時間無敵になる。
- なぞの1UP
  - 原人のストックが1増える。

## 設定
本作は、主人公であるスキンヘッドな原始人「PC原人」が、悪の大王であるキングタマゴドンIII世から、恐竜王国の姫君プリンセス･ドラゴンを救う様子が描かれている。
本作はアベベ博士とコブリン教授（それぞれ阿部K助と青木コブ太をモデルとしている）が、発見した「頭でっかちの原始人と不思議な絵文字が書かれた石板」をもとに原始人の生態を研究し、その内容をゲーム化したという設定となっている。
また、この設定は原人の動作とも関連付けられており、たとえば、歯で崖を登ることができる理由については、あらゆるものを食べていたことによって歯が頑丈になったためとされている。

## 開発
本作は、ハドソンからレッドカンパニーに『スーパーマリオブラザーズ』のように定番となる作品を作ってほしいという依頼が寄せられたことがきっかけで開発された。
レッドカンパニーはアニメーションの制作などが主体であり、本作の制作においては企画という位置づけであり、アトラスが開発を担ったほか、背景はエーアイが担当した。また、ゲームデザイン及びアニメーション設計全般、一部のキャラクターのデザインはエイコムの『魔境伝説』で企画・デザインを担当した実績がある阿部K助が担当した。
本作の開発に携わったあだちひろしは、もともと児童向け作品のような世界観が好きで、オファーを聞いた際は、恐竜図鑑のような世界観が良いと考え、この時点で「PC原人」というタイトルをすでに決めていた。
あだちが原人以外の人間のキャラクターを出さない方針を立てたことに加え、さらにキャラクター原案者の広井王子が無口な主人公であるという情報を付与した際、阿部は自分の中で原人のキャラクター性が決まったと2020年のインタビューの中で振り返っている。
原人の動作の一つである「根性のぼり」は、阿部が『マリオ』をプレイする中で「壁を登れたらいいのに」と思ったことから、企画の段階から用意されていた。さらに、表情を見やすくするために、昔のアニメのように根性で壁を登るという動作に仕上がった。
当初、原人の攻撃方法は大声が考案されていたが、最終的に頭突きに変更された。
また、原人が空中で回転しながら飛行する「スピンボンク」という技は、開発側が予想していなかったバグをもとにしたものであり、阿部は「結果論ですが、Bダッシュがないのも連続スピンができるから、そういう機能をつける必要がなくなったわけですから。」と2020年のインタビューの中で振り返っている。
また、阿部は「実際の原始時代は、現代よりも月が近いことに加え、空気も澄んでいたから、大きくはっきりと見えたはず」という考えから、恐竜時代の雰囲気を出すために、すべてのステージの背景に大きな月を描くことにした。
前半ステージで下半分しか見えてない月は、後半ステージで上半分にモスクのような城が描かれる予定だったが、容量の都合により、ヤシの木が一本生えているデザインに変更された。

## 移植版
ハドソンを吸収合併したコナミデジタルエンタテインメント（KDE）と、キャラクターデザインを担当したレッド・エンタテインメントが現在、本作の知的財産権を保有している。このため、ユーザーが今すぐ新規に購入出来るデータ商品およびPCエンジンmini版は、すべてKDEが販売元になっている。
| No. | タイトル                                         | 発売日                                     | 対応機種                                                    | 開発元                       | 発売元                      | メディア                                | 型式                              | 備考                                                         |
| --- | ------------------------------------------------ | ------------------------------------------ | ----------------------------------------------------------- | ---------------------------- | --------------------------- | --------------------------------------- | --------------------------------- | ------------------------------------------------------------ |
| 1   | B.C. Kid                                         | 1992年                                     | Amiga                                                       | ファクター5                  | ユービーアイソフト          | フロッピーディスク                      | -                                 |                                                              |
| 2   | FC原人 Bonk's Adventure                          | 1993年7月30日 1993年                       | ファミリーコンピュータ                                      | エーアイ                     | ハドソン                    | ロムカセット                            | HFC-F3 NES-K8-USA                 |                                                              |
| 3   | ハドソンセレクション PC原人                      | 2003年12月4日                              | PlayStation 2 ゲームキューブ                                | ハドソン RenderWare Graphics | ハドソン                    | PS2:CD-ROM GC:光ディスク                | PS2:SLPM-62418 GC:DL-DOL-GP4J-JPN | リメイク版                                                   |
| 4   | ハドソンセレクション PC原人 ハドソン・ザ・ベスト | 2004年11月18日                             | PlayStation 2                                               | ハドソン RenderWare Graphics | ハドソン                    | CD-ROM                                  | SLPM-62569                        | リメイク版、廉価版                                           |
| 5   | Bonk's Adventure PC原人 B.C. Kid                 | 2006年11月21日 2006年12月2日 2006年12月8日 | Wii                                                         | アトラス レッド・カンパニー  | ハドソン                    | ダウンロード （バーチャルコンソール）   | PABE PABJ PABP                    | PCエンジン版の移植                                           |
| 6   | PC原人                                           | 2008年2月18日                              | iアプリ                                                     | ハドソン                     | ハドソン                    | ダウンロード （着☆あぷ♪ボンバーマン）   | -                                 | PCエンジン版の移植                                           |
| 7   | PC原人 Bonk's Adventure                          | 2009年11月18日 2011年6月2日                | PlayStation 3 PlayStation Portable (PlayStation Network)    | アトラス レッド・カンパニー  | ハドソン ※現在はKDEより配信 | ダウンロード （PCエンジンアーカイブス） | -                                 | PCエンジン版の移植                                           |
| 8   | PC Engine GameBox TurboGrafx-16 GameBox          | 2010年12月20日                             | iPhone iPod touch (iOS)                                     | ハドソン                     | ハドソン                    | ダウンロード                            | 406585960                         | PCエンジン版の移植                                           |
| 9   | PC原人 Bonk's Adventure                          | 2013年12月25日 2016年7月14日               | Wii U                                                       | アトラス レッド・カンパニー  | KDE                         | ダウンロード （バーチャルコンソール）   | PNBJ                              | PCエンジン版の移植                                           |
| 10  | PC原人                                           | 2020年3月19日                              | PCエンジン mini TurboGrafx-16 mini PC Engine CoreGrafx mini | M2 ※ 移植開発担当            | KDE                         | プリインストール                        |                                   | PCエンジン版の移植 本体にあらかじめ収録されている58作品の1つ |

## スタッフ
PCエンジン版
- 開発スタッフ：あべべ こんぶ（阿部K助、青木コブ太）、ぱんよめ、リセット龍、いんない ちゃん（印内紀美）、どくたー あらい（荒居弘之）、つるもく（白谷守）、まっこ（増子司）、ほっと らいす（新野洋右）

ファミリーコンピュータ版
- 企画：じん ごたんだ
- プログラム：どくたー あらい（荒居弘之）、じゅんちゃん（相原順子）
- グラフィック：???、ごつお!!
- 音楽：T's MUSIC、小松邦夫、BANG HEADS
- オリジナル・キャラクター・デザイン：青木コブ太
- オリジナル・ゲーム・デザイン：阿部K助

## 反響
本作が日本国外においても人気を集めた理由について、阿部は「原人は言葉を使わない。〔中略〕基本的には文字が読めなくても遊べる。〔中略〕それから『魔境伝説』も同様ですが “半裸”のキャラクターは外国人にウケますね。あと頭突きというアクションも。」と2020年のインタビューの中で推測している。

## 評価
PCエンジン版
ゲーム誌『ファミコン通信』の「クロスレビュー」では合計26点（満40点）、『月刊PCエンジン』では80・85・85・90・90の平均86点、『PC Engine FAN』の読者投票による「ゲーム通信簿」での評価は以下の通りとなっており、23.16点（満30点）となっている。また、この得点はPCエンジン全ソフトの中で78位（485本中、1993年時点）となっている。同雑誌1993年10月号特別付録の「PCエンジンオールカタログ'93」では、「（主人公に関して）かわいい2頭身キャラだ。得意技は頭突きで、動きや表情がおもしろい」、「愛嬌のある敵キャラを倒して進んでいく」と、キャラクター造形に関して肯定的なコメントで紹介されている。
| 項目 | キャラクタ | 音楽 | 操作性 | 熱中度 | お買得度 | オリジナリティ | 総合  |
| 得点 | 4.47       | 3.63 | 3.91   | 3.76   | 3.53     | 3.87           | 23.16 |
ファミリーコンピュータ版
ゲーム誌『ファミコン通信』の「クロスレビュー」では、5・5・6・5の合計21点（満40点）、『ファミリーコンピュータMagazine』の読者投票による「ゲーム通信簿」での評価は以下の通りとなっており、20.0点（満30点）となっている。
| 項目 | キャラクタ | 音楽 | 操作性 | 熱中度 | お買得度 | オリジナリティ | 総合 |
| 得点 | 3.6        | 3.1  | 3.3    | 3.4    | 3.4      | 3.2            | 20.0 |